# Ludwig Bäuml
Ludwig „Wigg“ Bäuml (* 1954 in Waldthurn) ist ein deutscher Maler, Objektkünstler und Mundartdichter.

## Leben
Bäuml stammt aus einer Bauern- und Handwerkerfamilie. Er besuchte von 1974 bis 1976 die Fachoberschule für Gestaltung (Gustav-von-Schlör-Schule) in Weiden in der Oberpfalz und absolvierte von 1978 bis 1982 eine Lehre als Kirchenmaler mit anschließender Meisterprüfung.
Seit 1983 ist er als freischaffender Künstler tätig und seit 1989 wohnhaft in Kallmünz. Seine Arbeitsgebiete sind Malerei, Skulpturen, Objekte und Installationen. Von 2001 bis 2022 war er 1. Vorsitzender des BBK Niederbayern/Oberpfalz. Seine Werke wurden unter anderem seit 1997 im Rahmen der Großen Ostbayerischen Kunstausstellungen (GOK) des Verbands, sowie seit 1980 im Rahmen von Gruppen- und Einzelausstellungen gezeigt. Werke von ihm gehören unter anderem den Bayerischen Staatsgemäldesammlungen, dem Universitätsklinikum Regensburg, der Sparkasse Regensburg sowie der Sammlungen der Stadt Regensburg und des Bezirks Oberpfalz. Im Alleingang restauriert er das Bertholzhofener Schlösschen. 2016 gewann er die Ausschreibung für das Denkmal des nördlichsten Punktes der Donau.

## Einzelausstellungen (Auszug)
- 1995: Schlosskirche St. Martin, Wörth an der Donau
- 1998: „Aus der Ferne…“, Oberpfälzer Volkskundemuseum, Burglengenfeld
- 1999: Schloss Friedrichsburg, Vohenstrauß
- 2000: „Von Booten und Barken“, Neustift, Italien
- 2001: „Il giardino misterioso“, Kunsthof Weichmann, Regensburg
- 2002: „Weltenburger Spuren“, Kunstverein Rosenheim
- 2003: „Arche im Raum“, Minoritenkirche, Regensburg
- 2004: Kunstverein Landshut
- 2005: „Hasenklage“, Kunst- und Gewerbeverein Regensburg
- 2006: „Der Bunker“ (Licht-Sprachinstallation), Hemau-Rieb
- 2007: Galerie Carola Insinger, Distelhausen
- 2008: „GLAS KUNST ORTE“, Weiden in der Oberpfalz
- 2009: „Der katholische Faktor“, Leerer Beutel, Regensburg
- 2010: Stadtgalerie Brixen, Brixen, Italien
- 2011: „Il giardino misterioso II“, Installation, Bilder, Objekte, Zehentstadl Beratzhausen

## Auszeichnungen/Ehrungen
- 1983: Julius-F.-Neumüller-Stipendium der Stadt Regensburg
- 1985: Stipendium für San Servolo
- 1998: Kulturförderpreis der Stadt Regensburg
- 2000: Kulturförderpreis Ostbayern, OBAG
- 2008: Kulturpreis des Landkreises Regensburg
- 2012: Nordgaupreis des Oberpfälzer Kulturbundes in der Kategorie „Bildende Kunst“
- 2013: Bezirksmedaille des Bezirks Oberpfalz
- 2016: Denkmalpreis der Hypo-Kulturstiftung
- seit 2022: Ehrenvorsitzender des BBK Niederbayern/Oberpfalz